# Constitució d'Atenes
La Constitució d'Atenes és una obra d'un grup de treball dirigit per Aristòtil. Es tracta de la primera d'una sèrie de 158 constitucions que el filòsof grec tindria en projecte escriure amb el fi de reflectir enciclopèdicament la cultura legislativa del seu temps.
A la Constitució d'Atenes, Aristòtil reflecteix tant la realitat legislativa de la gran ciutat estat i el context en què aquesta va anar-se plasmant al llarg de la història, com els principals moments d'ella mateixa pel que es refereix a diferents innovacions de tipus politicoadministratives. L'obra mostra, a més a més, el pensament hel·lènic sobre la configuració política i socio-cultural de l'Atenes.
El mètode que s'utilitza en l'obra és el descriptiu, similar a l'utilitzat per Aristòtil en les seves obres científiques, combinant allò empíric amb allò observacional, i amb rellevants contribucions crítiques i valoratives.
Bàsicament, són dos els assumptes que centren l'atenció del text: un recorregut por la història política d'Atenes i una descripció del sistema i organització de l'Estat atenenc.
El papir que conté el text fou descobert a Egipte cap a 1891 per Sir Frederick G. Kenyon.

## Data d'escriptura
Al capítol 54, Aristòtil relata que el Festival d'Hefest va ser "instituït durant l'ardianagat de Cefisofont", que correspon al 329 aC. Al capítol 62, Aristòtil indica que, en el moment que escrivia, Atenes encara enviava oficials a Samos. Després del 322 aC, Samos ja no estava sota control atenenc. Basant-se en aquesta evidència interna, els estudiosos conclouen que la Constitució atenesa va ser escrita abans del 328 aC i no més tard del 322 aC. A més, que Aristòtil no menciona els quinqueremes malgrat esmentar els triremes i els quadriremes suggereix que va ser escrit no més tard del 325 aC, quan els quinqueremes es registren per primera vegada a la Marina d'Atenes.

## Edicions
- Aristòtil Constitución de los atenienses. Introducció, traducció i notes: Manuela García Valdéz. Madrid, Gredos, 1984. ISBN 84-249-0934-8
- Aristòtil Constitución de Atenas. Edició, traducció i notes amb estudi preliminar per Antonio Tovar. Madrid, Instituto de Estudios Políticos, 1948 (reimp. 1970)